# ريتشارد دبليو. سترونج
ريتشارد دبليو. سترونج (بالإنجليزية: Richard W. Strong)‏ هو مدرس أمريكي، ولد في 26 فبراير 1946 في نيويورك في الولايات المتحدة، وتوفي بنفس المكان في 27 يناير 2008.